# Karl von Müller
Karl Friedrich Max von Müller (1873. június 16. – 1923. március 11.) német haditengerész, az első világháborúban az SMS Emden könnyűcirkáló parancsnoka. 

## Pályafutása
Karl von Müller Hannoverben született 1873-ban, apja a porosz hadseregben volt ezredes. Hannoverben és Kielben járt gimnáziumba, majd a schleswig-holsteini Plön katonai akadémiájára iratkozott be. 1891-ben lépett be a Császári Haditengerészet kötelékébe. A Stosch iskolahajón szolgált, majd a Gneisenau korvetten Amerikába is eljutott. 1894-ben a Baden csatahajón kezdte hadnagyként tiszti szolgálatát, amit azután annak testvérhajóján, a Sachsenen folytatott.
Miután von Müller főhadnagyi előléptetést kapott, a Schwalbe ágyúnaszádra irányították, amely Német Kelet-Afrikában teljesített szolgálatot. Müller itt kapott maláriát, amely aztán egész életében kínozta.
1900-ban visszatért Németországba és egy darabig parti feladatokat látott el, majd az SMS Kaiser Wilhelm II csatahajó másodtüzértiszti feladatait kapta meg. A nagy áttörést az hozta meg a számára, hogy bekerült a tengernagy Heinrich herceg törzskarába. Felettesei igen jó véleménnyel voltak róla és 1908 decemberében előléptették korvettkapitánnyá és a berlini Császári Haditengerészeti Hivatal állományába került. Képességeit Alfred von Tirpitz is nagyra tartotta. 

## Hajóparancsnokként

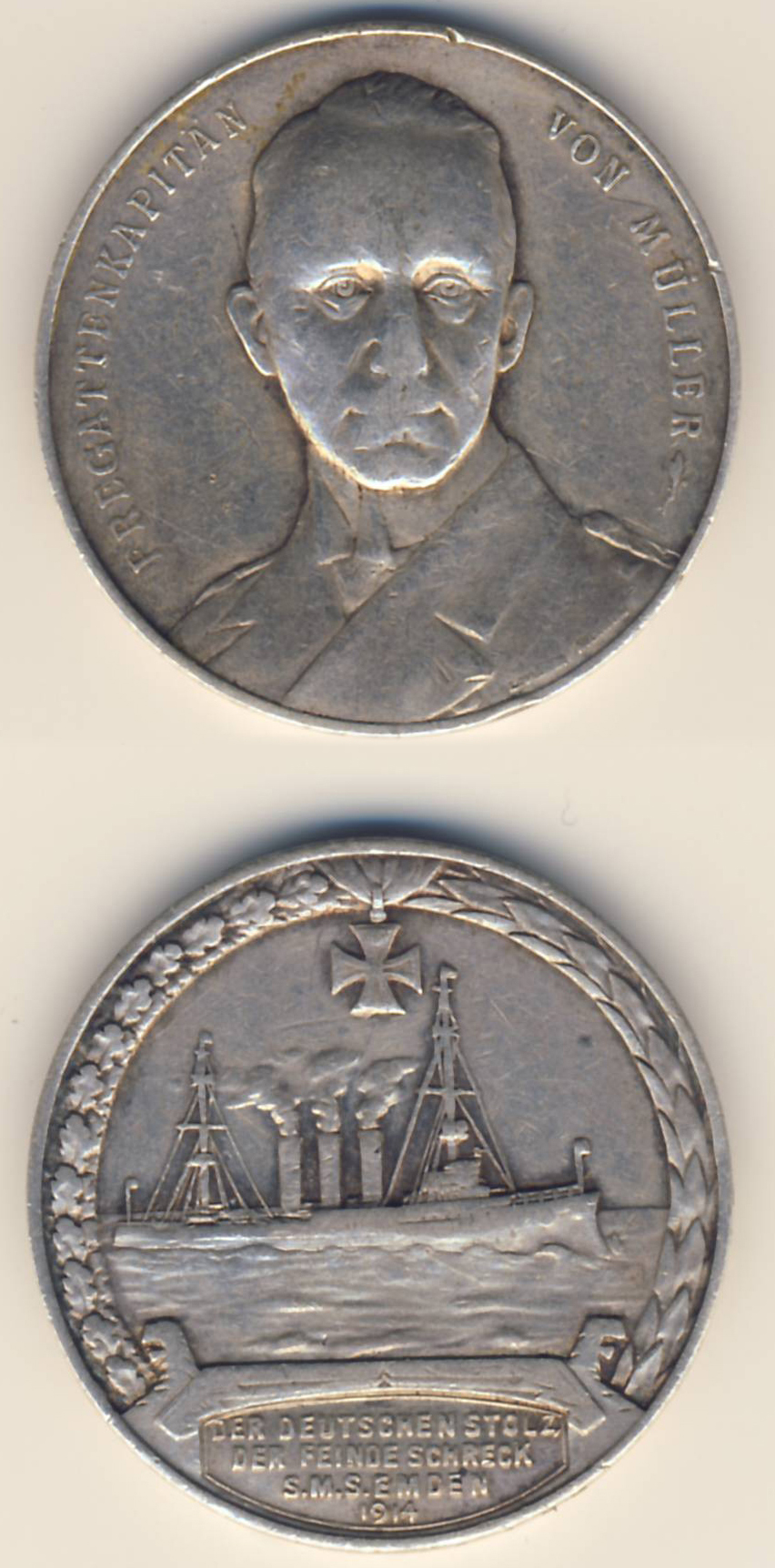
Az Emden és von Müller emlékére kiadott érem

1913 tavaszán megkapta a csendes-óceáni német flotta könnyűcirkálójának, az SMS Emdennek a parancsnokságát. A kínai forradalom kitörése után kezdeményezőkészsége és katonai kvalitásai miatt – a Jangce torkolatánál és Nankingban harcolt a felkelők ellen – hamarosan hírnévre tett szert és kitüntették a porosz Koronarend kardokkal díszített III. fokozatával.
Az első világháború kitörésekor az Emden a csingtaói német flottabázison tartózkodott. Müller még a hadüzenet előtt, 1914. július 31-én este kihajózott, majd miután augusztus 2-án beállt a hadiállapot Németország és Oroszország között, augusztus 4-én elfogta az orosz Rjazany postagőzöst (a német flotta első zsákmányát a háborúban) és Csingatóban Cormoran néven segédcirkálóvá alakíttatta át. Ezután a flotta parancsnoka, Maximilian von Spee parancsára a Mariana-szigeteki találkozóhelyre sietett. Von Spee tudta, hogy maroknyi hajójával képtelen megvédeni a csendes-óceáni német érdekeltségeket a helyi brit, ausztrál, orosz és japán flottával szemben, azért úgy döntött, hogy a Horn-fokon keresztül megpróbál áttörni az Atlanti-óceánon Németországba. Müller javasolta, hogy az ellenséges erők megosztására egy gyorsjáratú hajó támadja az Indiai-óceáni kereskedelmi útvonalakat. A feladatot Müller és az Emden kapta.
A következő 12 hét során Müller merészségével és lovagiasságával hatalmas hírnévre tett szert. Gondosan ügyelt arra, hogy miközben az ellenséges hajóknak igen nagy károkat okozott, semleges hajóknak vagy polgári személyeknek ne essen baja. Tizennégy hajót fogott el, de eközben egyetlen ellenséges matróz sem vesztette életét. Vakmerően megtámadta Madras kikötőjét és bár ügyelt, hogy hajójának lövedékei ne érjék a város polgári részét, az olajraktárak felgyújtásánál öt dolgozó meghalt. Pinangnál merész rajtaütéssel elsüllyesztette az orosz Zsemcsug cirkálót és a francia Mousquet rombolót. Utóbbi 36 túlélőjét kimentette a tengerből, és miután hárman belehaltak sebesüléseikbe, tengerészeti pompával temettette el őket. A többi franciát egy megállított angol gőzösre szállíttatta át.

## Veresége és fogságba esése
A Kókusz-szigeteknél partra szállított egy csapat matrózt a helyi távíróállomás lerombolására és eközben utolérte és sarokba szorította a nehezebb fegyverzetű HMAS Sydney cirkáló. Heves csata után az Emden súlyos károkat szenvedett és Müller partra futtatta, hogy legénységét megmenthesse. A csatát túlélő németeket, köztük Müllert egy máltai hadifogolytáborba szállították. A korábban partraszállt matrózoknak sikerült elkerülniük a fogságba esést és Hellmuth von Mücke első tiszt vezetésével egy zsákmányolt vitorlással Arábián keresztül visszatértek Németországba. 1916. október 8-án, két nappal azután, hogy Németország újrakezdte a korlátlan tengeralattjáró-hadviselést Müllert elkülönítették legénysége többi tagjától és Angliába, a német tisztek számára fenntartott Midlands Mezőgazdasági és Tejipari Kollégiumban berendezett fogolytáborba szállították. 1917-ben 21 társával megpróbált alagutat ásva megszökni, de újból elfogták őket. Az angol éghajlaton maláriás rohamai súlyosbodtak, ezért előbb Hollandiába szállították, majd 1918 októberében fogolycserével visszatérhetett Németországba. 

## Halála

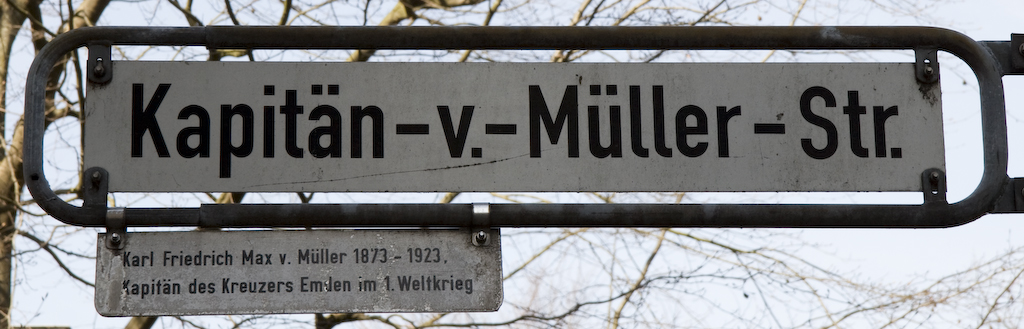
Von Müller kapitány utca Hannoverben

Odahaza kitüntették a Pour le Mérite-tel és Kapitän zur See (sorhajókapitánynak megfelelő) rangot kapott. 1919 elején megrendült egészségére hivatkozva leszerelt a haditengerészettől és Blankenburgban települt le. Braunschweigben megválasztották a konzervatív Német Nemzeti Néppárt helyi képviselőjévé. 1923. március 11-én váratlanul halt meg, csak 49 évesen, feltehetően a maláriás rohamok miatt meggyengült szervezete miatt. 

## Kitüntetései
- Vörös Sas-rend IV. osztály a koronával
- Koronarend III. osztály a kardokkal
- Vaskereszt II. és I. osztály
- Porosz Szolgálati Kereszt
- Pour le Mérite
- Bajor Katonai Szolgálati Kereszt III. osztály a kardokkal
- Frigyes Ágost-kereszt II. és I. osztály

## Fordítás
- Ez a szócikk részben vagy egészben  a   Karl von Müller című angol Wikipédia-szócikk ezen változatának fordításán alapul.  Az eredeti cikk szerkesztőit annak laptörténete sorolja fel. Ez a jelzés csupán a megfogalmazás eredetét és a szerzői jogokat jelzi, nem szolgál a cikkben szereplő információk forrásmegjelöléseként.